# SD40-2型柴油机车
SD40-2型柴油机车是美国通用汽车易安迪公司（GM-EMD）在1972年推出的一款电力传动柴油机车，属于易安迪Dash 2系列柴油机车产品之一，主要竞争对象是通用电气公司的U30C型柴油机车及C30-7型柴油机车，以及美国机车公司的世纪630型柴油机车。
1972年1月，易安迪公司推出了易安迪Dash 2系列产品线，该系列机车的设计重点是致力于改善机车运用可靠性及经济性，最初推出的五种基本车型功率涵盖2000马力到3600马力等级，包括2000马力的GP38-2型、SD38-2型柴油机车，3000马力的GP40-2型、SD40-2型柴油机车，以及3600马力的SD45-2型柴油机车，分别取代上一代的GP38（GP38AC）、SD38、GP40、SD40、SD45型柴油机车。SD40型柴油机车实际上是GP40-2型柴油机车的六轴版本，并作为取代SD40型柴油机车的换代车型。在SD40-2型柴油机车的基础上，易安迪公司还为一些西部地区用户提供加强散热能力的SD40T-2型柴油机车，以及为英国用户设计的JT26CW-SS型柴油机车。
1972年1月至1989年10月，易安迪公司与旗下位于加拿大安大略省的通用汽车柴油机公司（GMD）共制造了3,982台SD40-2型柴油机车。SD40-2型柴油机车的易安迪公司历史上销量最佳的产品之一，其销量早在1970年代中期已经达到顶峰。至1970年代末，随着通用电气Dash 7系列柴油机车加入竞争，以及易安迪公司推出了新一代的SD50型柴油机车，SD40-2型柴油机车的销量在1981年后开始减少。最后一台交付给美国国内用户的SD40-2型机车于1984年7月出厂，GMD则继续为加拿大用户生产该型机车直到1988年，而出口墨西哥和巴西的SD40-2型机车则分别一直持续生产到1986年2月和1989年10月为止。美国本土的主要用户包括伯灵顿北方铁路、联合太平洋铁路、密苏里太平洋铁路、南太平洋铁路、路易斯维尔和纳什维尔铁路、圣塔菲铁路、联合铁路、诺福克和西部铁路、芝加哥和西北铁路、南方铁路、密尔沃基铁路、丹佛和格兰德河西部铁路、苏线铁路等众多铁路公司。加拿大境内的主要用户包括加拿大太平洋铁路、加拿大国家铁路、魁北克北海岸和拉布拉多铁路等。其他海外用户包括墨西哥国家铁路、巴西联邦铁路（RFFSA）等。
SD40-2型柴油机车是干线货运用的六轴柴油机车，采用单司机室、底架承载结构、双侧外走廊的罩式车体，车体上部自前向后由电气室、司机室、动力室、冷却室四部分组成，其中电气室一端称为短罩端，动力室和冷却室一端称为长罩端。机车走行部为两台易安迪HT-C转向架，取代了以往SD系列机车使用的“Flexicoil”三轴转向架，主要特点包括具有较大刚度的橡胶摇枕弹簧二系悬挂装置、牵引电动机顺置布置、大直径心盘及低位牵引装置等，具有充分利用最大的粘着重量、降低轴重转移、提高牵引能力的优点。动力装置为一台3000马力的16-645E3型柴油机，这是一款16气缸、二冲程、水冷式、涡轮增压的V型柴油机，气缸直径为9-1/16英寸（230.2毫米），活塞行程为10英寸（254毫米），额定最高转速为每分钟900转。传动系统采用交—直流电传动，柴油机输出轴通过联轴器驱动一台AR10型交流发电机，发出的交流电通过大功率硅整流装置转换为直流电，然后供给六台D77型直流牵引电动机。牵引电动机采用轴悬式驱动方式，牵引齿轮传动比为4.13（62：15）。机车设有恒功率励磁调节系统和模块化电子控制系统。